# Cryptodifflugiidae
Famille
Les Cryptodifflugiidae sont une famille d'amibes de l’ordre des Arcellinida  (classe des Tubulinea ).

## Étymologie
Le nom de la famille vient du genre type Cryptodifflugia, composé du préfixe grec κρυπτός, kryptós, « caché », et de difflugia par allusion au genre Difflugia (autre amibe de la famille des Difflugiidae). 

## Description
À la différence d'autres amibes à coquille (notamment Phryganella de la famille des Phryganellidae) qui ont un revêtement complet de pierres ou de particules étrangères, le genre Cryptodifflugia est caractérisé par une coquille parfaitement lisse, ou bien recouverte (dans l'espèce Cryptodifflugia sacculus) d'éléments étrangers peu abondants, dont la présence est adventive, et qui ne peuvent pas être considérés comme participant d'une manière normale à la structure de la coque. Les pseudopodes sont en général plus droits, moins nombreux, moins ramifies que dans les Phryganella.

## Liste des genres
Selon IRMNG (6 janvier 2025) :
- Cryptodifflugia Penard, 1890 genre type
- Difflugiella Cash, 1904
- Pseudawerintzewia Bonnet, 1959
- Wailesella Deflandre, 1928

Selon GBIF (6 janvier 2025) :
- Cryptodifflugia Penard, 1890
- Difflugiella Cash, 1904
- Meisterfeldia Anatoly & Mazei, 2021[4]
- Pseudawerintzewia Bonnet, 1959
- Wailesella Deflandre, 1928

## Systématique
Le nom valide de ce taxon est Cryptodifflugiidae Jung (d), 1942.